# Hu hu hu
Hu, hu, hu es el nombre del segundo álbum de estudio solista de la cantante y compositora mexicana Natalia Lafourcade, después de casi cuatro años de no editar un álbum de estudio vocalmente. Ella misma lo nombró "Hu, hu, hu", que particularmente no significa nada más que una simple expresión.
El álbum se realizó bajo la producción de Emmanuel del Real, (quien también produjo el álbum Casa en el 2005), Marco Moreno y Ernesto García. Grabaron con varios instrumentos como amplificadores, guitarras, teclados, sintetizadores, percusiones, acústicas, banjo y vibráfono para conformar las trece canciones del disco.
El lanzamiento del disco Hu, hu, hu se tiene planeado para finales de mayo con el sello de Sony International, más sorpresas tiene este disco, como el dueto de Julieta Venegas en «Hu, hu, hu» y la colaboración de Juan Son en «Look Outside». Muchos de los temas fueron inspirados durante la estancia en Japón, España y Canadá, donde participó en eventos masivos con gran aceptación.
En 2009 el álbum es nominado a los Premios Grammy Latinos por 'Mejor Álbum Femenino Pop Vocal'. En 2010 también es nominado a los Premios Grammy en la categoría de 'Best Latin Pop Album'.

## Promoción

### Sencillos
El primer sencillo promocional alternativo se titula «Azul» que era un tema pensado para el EP Instrumental Las 4 estaciones del amor y por la finalidad del proyecto no se integró a este.
«Azul» no contó con apoyo de su disquera, tuvo una promoción independiente solo por Natalia (por decisión propia), por lo que lo incluyó en su lista de reproducción de su MySpace logrando gran aceptación por parte de sus fans, por tal motivo decidió crear el vídeo con sus amigos y presentarlo en su canal de YouTube.
El primer sencillo oficial del álbum se titula «Ella es bonita» el cual comenzó a promocionarse a principios de marzo en estaciones de radio y televisión. En descarga digital salió el 2 de agosto de 2009. El videoclip fue grabado en Monterrey.
Su segundo sencillo que se promocionó se llama «Cursis Melodías» lanzado en febrero de 2010. El video fue filmado en París, Francia.
En su MySpace publicó demos de algunas de estas canciones y en entrevistas en estaciones de radio como Reactor e Interferencia sonaron las versiones finales para la edición del disco. Durante este mismo lapso de producción del material discográfico se grabó un tema tributo a Mecano de la canción «Hawaii, Bombay», el cual será incluido en la compilación en el que participarán también Playa Limbo, Pambo entre otros.
En 2010 con la Edición Especial de Hu Hu Hu lanzó como tercer sencillo «No viniste» y el vídeo fue lanzado el 10 de agosto.

## Arte del disco
Los animales serán el punto de partida para el arte del disco. En el MySpace de la cantante, se muestra a un búho y en el canal de YouTube un Lince; en ambos sitios se muestran fotos promocionales que al parecer formarán el diseño del booklet. Juan Manuel Torreblanca quien es su amigo, será el encargado, de nuevo, de dirigir el diseño del arte del nuevo disco de Natalia Lafourcade, ya que participó también en el arte del disco Casa. Junto con Federico Escoto y Roberto Carrara realizaron el arte alternativo para el sencillo «Azul» al igual que el arte de este cuarto álbum.

## Lista de canciones
| Lista de canciones - edición estándar |                                    |                    |          |  |
| N.º                                   | Título                             | Escritor(es)       | Duración |  |
| 1.                                    | «Cursis melodías»                  | Natalia Lafourcade | 4:28     |  |
| 2.                                    | «No viniste»                       | Natalia Lafourcade | 4:05     |  |
| 3.                                    | «Siempre prisa»                    | Natalia Lafourcade | 4:54     |  |
| 4.                                    | «Tiempo al viento»                 | Natalia Lafourcade | 4:49     |  |
| 5.                                    | «Let's get out»                    | Natalia Lafourcade | 4:01     |  |
| 6.                                    | «Hu, hu, hu» (con Julieta Venegas) | Natalia Lafourcade | 2:41     |  |
| 7.                                    | «Ella es bonita»                   | Natalia Lafourcade | 3:15     |  |
| 8.                                    | «Niño hojas»                       | Natalia Lafourcade | 2:49     |  |
| 9.                                    | «Running too fast»                 | Natalia Lafourcade | 2:55     |  |
| 10.                                   | «Azul»                             | Natalia Lafourcade | 6:33     |  |
| 11.                                   | «Hora de compartir»                | Natalia Lafourcade | 3:45     |  |
| 12.                                   | «Un lugar para renacer»            | Natalia Lafourcade | 4:30     |  |
| 13.                                   | «Look outside» (con Juan Son)      | Natalia Lafourcade | 4:24     |  |
| 53:03                                 |                                    |                    |          |  |

| Lista de canciones - Versión japonesa |                            |          |  |
| N.º                                   | Título                     | Duración |  |
| 14.                                   | «Hu, hu, hu (demo)» (Demo) | 2:39     |  |
| 15.                                   | «Tiempo al viento» (Demo)  | 4:50     |  |

| Lista de canciones - Hu, hu, hu edición especial |                                                          |                    |          |  |
| N.º                                              | Título                                                   | Escritor(es)       | Duración |  |
| 1.                                               | «Niño hojas» (Panoctia orchesta remix)                   | Natalia Lafourcade | 5:47     |  |
| 2.                                               | «Hu, hu, hu» (en vivo Teatro Fru-Fru con Carla Morrison) | Natalia Lafourcade | 3:03     |  |
| 3.                                               | «Un lugar para renacer» (En vivo Teatro Fru-Fru)         | Natalia Lafourcade | 4:41     |  |
| 4.                                               | «Azul» (En vivo Teatro Fru-Fru)                          | Natalia Lafourcade | 8:44     |  |
| 5.                                               | «Look outside» (En vivo Teatro Fru-Fru)                  | Natalia Lafourcade | 7:37     |  |
| 6.                                               | «Cursis melodías»                                        | Natalia Lafourcade | 4:26     |  |
| 7.                                               | «No viniste»                                             | Natalia Lafourcade | 4:05     |  |
| 8.                                               | «Siempre prisa»                                          | Natalia Lafourcade | 4:53     |  |
| 9.                                               | «Tiempo al viento»                                       | Natalia Lafourcade | 4:49     |  |
| 10.                                              | «Let's get out»                                          | Natalia Lafourcade | 4:00     |  |
| 11.                                              | «Ella es bonita»                                         | Natalia Lafourcade | 3:14     |  |
| 12.                                              | «Running yoo fast»                                       | Natalia Lafourcade | 2:55     |  |
| 13.                                              | «Tolas Melodias» (Cursis melodías (versión portugués))   | Sinamantes         | 5:00     |  |
| 14.                                              | «No viniste»                                             | Natalia Lafourcade | 3:47     |  |
| 15.                                              | «Todo lo que tengo es real»                              | Natalia Lafourcade | 2:26     |  |
| 16.                                              | «Tiempo al viento» (versión acústica con Lo Blondo)      | Natalia Lafourcade | 6:41     |  |

| DVD - Hu, hu, hu edición especial |                                                          |          |  |
| N.º                               | Título                                                   | Duración |  |
| 17.                               | «Niño hojas» (en vivo Teatro Fru-Fru)                    |          |  |
| 18.                               | «Hu, hu, hu» (en vivo Teatro Fru-Fru con Carla Morrison) |          |  |
| 19.                               | «Lugar para nacer» (en vivo Teatro Fru-Fru)              |          |  |
| 20.                               | «Azul» (video musical)                                   |          |  |
| 21.                               | «Ella es bonita» (video música)                          |          |  |
| 22.                               | «Cursis melodías» (vídeo musical)                        |          |  |
| 23.                               | «No viniste» (video musical)                             |          |  |
| 24.                               | «Documental Hu, hu, hu»                                  |          |  |
| 25.                               | «14 días en Japón»                                       |          |  |
| 26.                               | «Cursis melodías» (DJPHO rémix)                          |          |  |

| Lista de canciones - Hu, hu, hu edición especial (iTunes) |                                 |          |  |
| N.º                                                       | Título                          | Duración |  |
| 17.                                                       | «Cursis melodías» (DJPHO rémix) | 4:35     |  |

| DVD - Hu, hu, hu edición especial (iTunes) |                                         |          |  |
| N.º                                        | Título                                  | Duración |  |
| 17.                                        | «Look outside» (en vivo Teatro Fru-Fru) | 6:39     |  |
| 18.                                        | «Azul» (vídeo musical)                  | 4:55     |  |
| 19.                                        | «Ella es bonita» (vídeo musical)        | 3:16     |  |
| 20.                                        | «Cursis melodías» (video musical)       | 4:34     |  |

## Posicionamiento en listas

### Semanales
| País   | Lista (2009)        | Mejor posición |
| ------ | ------------------- | -------------- |
| México | Mexican Album Chart | 9              |

## Certificaciones
| País   | Organismo certificador | Certificación | Ventas certificadas | Ref.   |
| ------ | ---------------------- | ------------- | ------------------- | ------ |
| México | AMPROFON               | Oro           | 30 000              | [ 14 ] |